# 冉孺

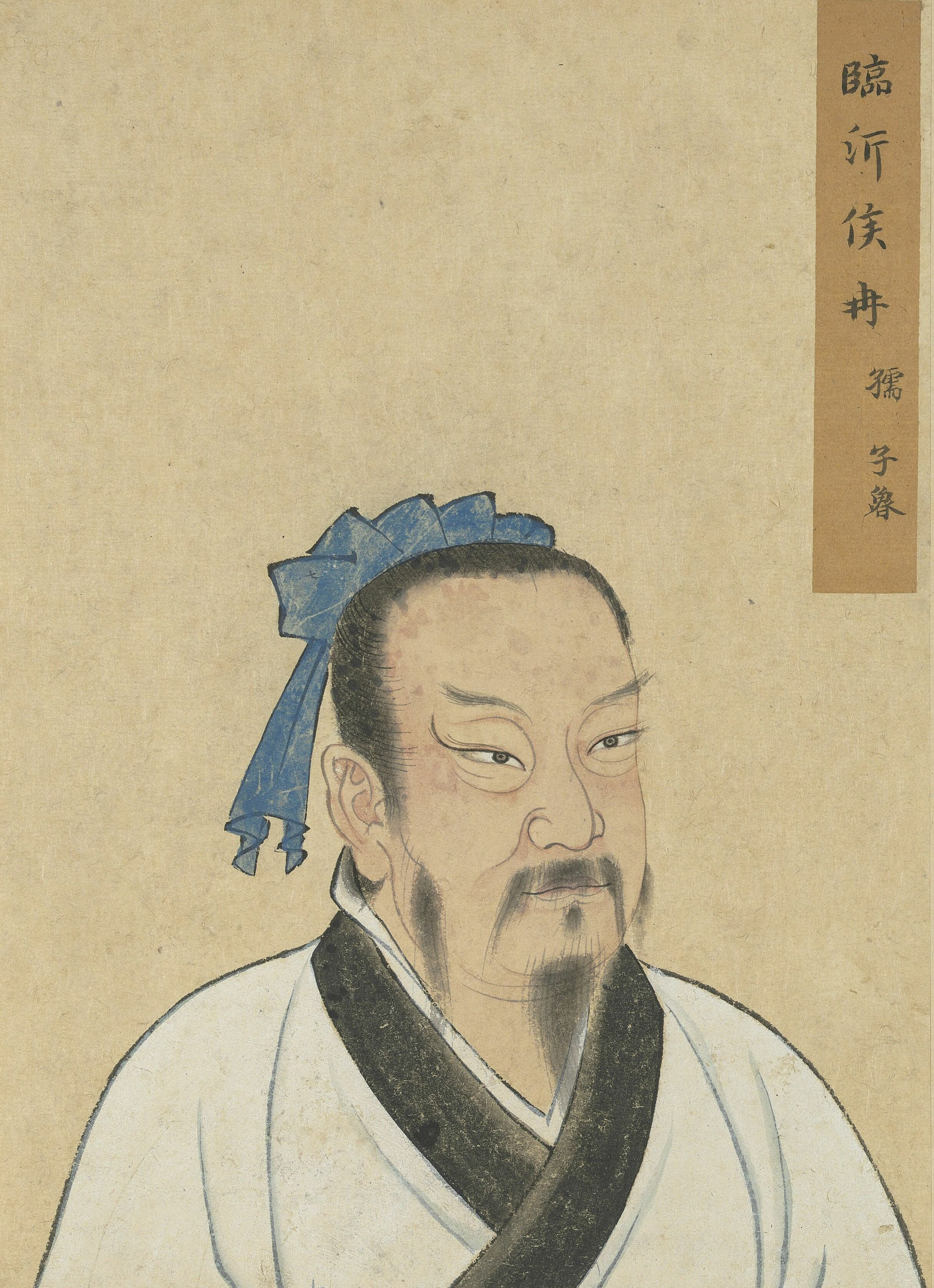
冉孺

冉孺（前501年—？），字子鲁，《史记集解》作冉曾，《孔子家语·弟子解》作冉儒，字子鱼。春秋时期魯國人。孔子弟子。

## 生平
冉孺事跡不詳。冉孺是冉求（冉有）的儿子，小孔子五十岁。

## 歷代追封
- 漢明帝永平十五年（72年）從祀孔廟。
- 唐玄宗開元二十七年（739年）封纪伯。
- 宋真宗大中祥符二年（1009年）封临沂侯。
- 明世宗嘉靖九年（1530年）封先賢冉子。